# Plamenometný tank

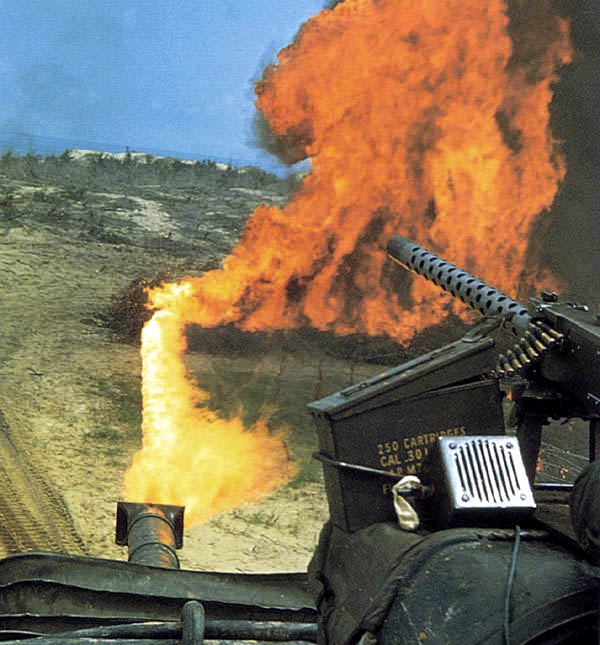
Plamenometný tank M67 ve službách námořní pěchoty ve Vietnamu v roce 1968. Kulomet M1919 Browning vpravo.

Plamenometný tank je tank vybavený plamenometem. Nejčastěji se používá jako doplněk kombinovaných útoků proti opevnění, uzavřeným prostorům nebo jiným překážkám. Dočkal se významného využití za druhé světové války ve službě armád Spojených států, SSSR, Německa, Itálie, Japonska a Spojeného království (včetně členů Commonwealthu), kdy tyto země vyráběly vlastní typy těchto tanků.